# Campionati italiani assoluti di scherma del 1954
I Campionati italiani assoluti di scherma del 1954 sono stati organizzati dalla Federazione Italiana Scherma.
Nel fioretto, si sono aggiudicati i titoli dei campionati italiani Edoardo Mangiarotti, che ha vinto il suo secondo titolo dopo quello del 1951, e Irene Camber, che ha bissato il titolo del 1953.
Il titolo della spada è andato per la prima volta a Giorgio Anglesio.
Nella sciabola Roberto Ferrari ha vinto il suo terzo titolo nazionale, dopo quelli del 1950 e 1953.
Nei campionati italiani a squadre maschili il C.S. Pessina Roma ha vinto nel fioretto, bissando il titolo del 1950, mentre il CUS Torino ha vinto il secondo titolo nella spada dopo quello dell'anno precedente; nella sciabola c'è stato il primo successo del C.S. Pessina Roma.
Il campionato italiano di fioretto a squadre femminile è andato per la prima volta alla Società del Giardino di Milano.

## Podi

### Uomini
| Specialità  | Oro                 | Argento | Bronzo |
| Individuali |                     |         |        |
| Fioretto    | Edoardo Mangiarotti | -       | -      |
| Spada       | Giorgio Anglesio    | -       | -      |
| Sciabola    | Roberto Ferrari     | -       | -      |
| A squadre   |                     |         |        |
| Fioretto    | C.S. Pessina Roma - | -       | -      |
| Spada       | CUS Torino -        | -       | -      |
| Sciabola    | C.S. Pessina Roma - | -       | -      |

### Donne
| Specialità  | Oro                           | Argento | Bronzo |
| Individuali |                               |         |        |
| Fioretto    | Irene Camber                  | -       | -      |
| A squadre   |                               |         |        |
| Fioretto    | Società del Giardino Milano - | -       | -      |